# Ireland Baldwin
Pour les articles homonymes, voir Famille Baldwin et Baldwin.
Ireland Baldwin est une mannequin américaine, née le 23 octobre 1995 à Los Angeles.
Elle est la fille des acteurs Alec Baldwin et Kim Basinger.

## Biographie
Originaire de Los Angeles, Ireland Eliesse Baldwin est la fille unique du couple d’acteurs américains Alec Baldwin et Kim Basinger, qui a divorcé en 2002 après neuf ans de mariage. Elle est la nièce des acteurs Stephen Baldwin, Daniel Baldwin et William Baldwin, et la cousine d'Hailey Baldwin. Elle a sept demi-frères et sœurs : Carmen Gabriela Baldwin (née le 23 août 2013), Rafael Thomas Baldwin (né le 17 juin 2015), Leonardo Ángel Charles Baldwin (né le 12 septembre 2016), Romeo Alejandro David Baldwin (né le 17 mai 2018), Eduardo Pau Lucas Baldwin (né le 8 septembre 2020), María Lucía Victoria « Lucía » Baldwin (née le 25 février 2021 via mère porteuse), et Ilaria Catalina Irena Baldwin (née le 22 septembre 2022), tous issus du mariage de son père avec Hilaria Thomas en 2012. 
Elle débute le mannequinat en 2013 dans l'agence IMG Models, et apparaît dans différents journaux,,,. 
De 2012 à 2014, Ireland Baldwin est en couple avec le surfeur professionnel Slater Trout,. Elle a ensuite fréquenté la rappeuse Angel Haze de 2014 à 2015. De 2018 à 2021, elle est en couple avec le musicien Corey Harper.
En 2020, Ireland Baldwin quitte la Californie pour s'installer à Gearhart dans l'Oregon. En 2022, elle ouvre son propre bar à Gearhart. En décembre 2022, Ireland Baldwin annonce être enceinte de son premier enfant avec le musicien André Allen Anjos, son compagnon depuis plus d'un an. Le 18 mai 2023, elle annonce sur ses réseaux sociaux avoir accouché de leur fille Holland Anjos.
En 2022, Ireland Baldwin révèle via son compte TikTok avoir été victime d'abus sexuel lorsqu'elle était adolescente, puis d'avoir eu recours à l'avortement quelques années plus tard.